# Sanma

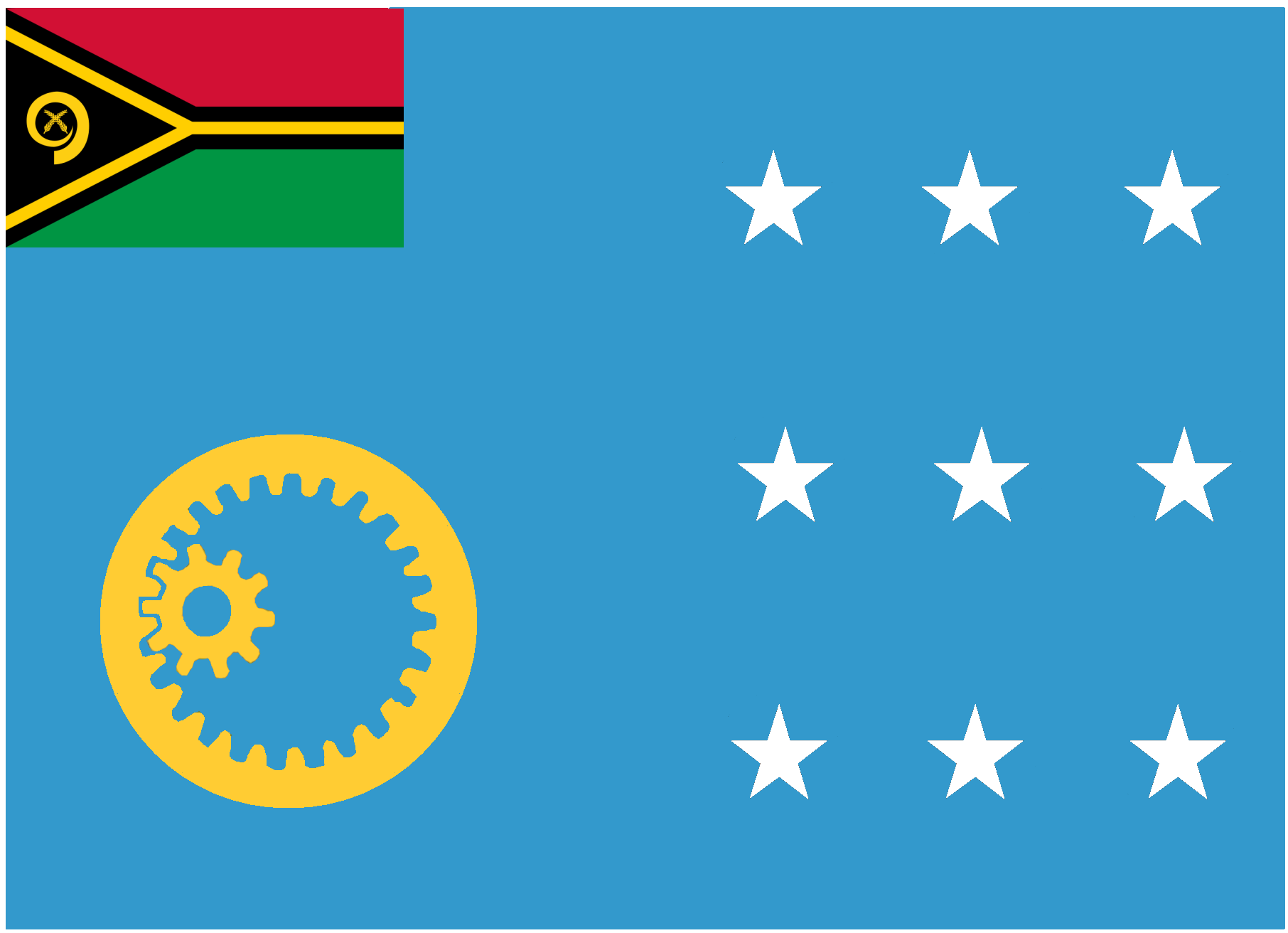
Bandeira

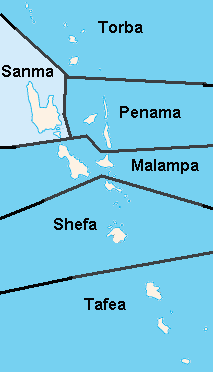
Sanma

Sanma é uma província ao sul do Pacífico pertencente a Vanuatu; ocupa a ilha maior do arquipélago, Espiritu Santo, localizada a aprox. 2.500 km ao nordeste de Sydney, Austrália. 